# Begegnung in Biarritz
Begegnung in Biarritz (Originaltitel: Hôtel des Amériques) ist ein französischer Spielfilm von André Téchiné aus dem Jahre 1982. Der Film wurde in Deutschland erstmals am 22. Februar 1988 im ZDF ausgestrahlt.

## Handlung
Der Film erzählt die Geschichte der Ärztin Hélène, die für einen Augenblick am Steuer ihres Wagens unaufmerksam ist und beinahe einen Unfall verursacht. Glücklicherweise wurde Gilles, ein darin verwickelter junger Mann, nicht verletzt. Gilles, dessen Familie in Biarritz ein heruntergekommenes Hotel betreibt, verliebt sich in die elegante selbstsichere Frau. Er folgt ihr von nun an durch die Stadt. In Hélènes Fassade hochmütiger Zurückgezogenheit, die sie im Alltag aufrechterhält, zeigen sich Risse.

## Kritiken
Das Lexikon des internationalen Films befand: „Ein stimmungsvoll fotografiertes Melodram vor der Kulisse des wolkenverhangenen Biarritz; im Zusammenspiel von Zufällen und unglücklicher Abhängigkeit entwickelt der Film einen Reigen schwankender Beziehungen, wobei er stets an der gefühlsseligen Oberfläche bleibt und die Ereignisse nie hinterfragt.“
Anne Rose Katz schrieb in der Süddeutschen Zeitung: „Dabei ist es nicht die Geschichte einer Mesalliance, die uns rührt, sondern es sind die Figuren, auch alle Nebenfiguren, die in einem empfindlichen Gleichgewicht einen kleinen Kosmos voll verpuffender Gefühle darstellen. Lauter Versehrte, die sich ständig neue Wunden zufügen, aber nicht tief genug, um daran zu sterben. Regisseur Téchiné drückt die verstreichende Zeit durch Fahrten, Gänge, Schwarzblenden aus; und setzt dagegen Kontrapunkte des Wartens: auf Geselligkeit, Liebesvollzug, auf Renovierung. Dieser sorgfältig komponierte Ablauf hält die Spannung beim Zuschauer auch über Mitternacht weg noch wach.“

## Auszeichnungen
Sabine Haudepin wurde 1982 für ihre Darstellung der Elise Tisserand für den César als Beste Nebendarstellerin nominiert.